# علي عابدي
علي عابدي (بالفارسية: علی عابدی) هو لاعب كرة قدم إيراني في مركز الدفاع، ولد في 19 فبراير 1995 في بندر أنزلي في إيران. لعب مع نادي ملوان.